# Współczynnik pochłaniania (akustyka)
Współczynnik pochłaniania – parametr służący do opisu właściwości dźwiękochłonnych ciał fizycznych, wykorzystywany przy obliczeniach związanych z adaptacją akustyczną pomieszczeń.
Współczynnik pochłaniania jest określony wzorem:
{\displaystyle \alpha ={\frac {E_{poch}}{E_{pad}}}}
gdzie: Epoch, Epad – energia fali odpowiednio pochłoniętej i padającej w jednostce czasu.
Może przyjmować wartości z zakresu 0...1, w szczególności α = 0 przy całkowitym odbiciu i α = 1 przy całkowitym pochłonięciu. Ilość energii, która zostanie pochłonięta zależy od właściwości dźwiękochłonnych ciała, na który pada fala (m.in. od struktury wierzchniej warstwy, faktury i grubości) oraz od częstotliwości padającego dźwięku.